# Atanásio V de Constantinopla
Atanásio V de Constantinopla (em grego: Αθανάσιος Ε΄) serviu como patriarca ecumênico de Constantinopla entre 1709 e 1711.

## História
Atanásio era natural de Creta. Depois de estudar em Halle, na Saxônia, ficou conhecido por sua grande erudição, fluência em outras línguas (como o latim e o árabe) e profundo conhecimento de música eclesiástica. Ele foi primeiro bispo metropolitano de Tarnovo e depois, em 1692, de Adrianópolis.
Depois que o patriarca Cipriano foi deposto e exilado em Monte Atos, Cirilo, bispo metropolitano de Cízico, foi eleito patriarca, mas, depois da intervenção do grão-vizir Çorlulu Ali Pasha, Atanásio acabou no trono. Durante seu reinado, ele foi acusado de ter tendências pró-católicas.
Em 4 de dezembro de 1711, Atanásio foi deposto e Cirilo pôde assumir com o título de Cirilo IV. Depois de sua deposição, dedicou-se aos estudos e fez grandes avanços no domínio da música.